# Семенова Тетяна Олексіївна
Тетяна Олексіївна Семенова (15 грудня 1914 — 6 травня 2000) — передовик радянського сільського господарства, доярка колгоспу «Червона зоря» Дідовицького району Псковської області, Герой Соціалістичної Праці (1960).

## Біографія
Народилася в 1914 році в селі Рої, Дідовицького району Псковської області в російській селянській родині. У школі вчилася мало, необхідно було працювати, щоб допомогти родині. 
Працювати почала 1929 році дояркою в комуні "Комсомолець". Трохи пізніше перейшла в польову бригаду. З 1951 по 1970 роки доярка в колгоспі "Червона Зоря" Дідовицького району Псковської області. 
Передовик виробництва. У 1959 році зуміла отримати в середньому від кожної закріпленої корови по 4750 кілограмів молока. З ініціативою через газету звернулася до всіх тваринників Псковської області докласти всі зусилля і домогтися збільшення надоїв. Таку пропозицію було підтримано на бюро Псковського обкому КПРС. 
Указом Президії Верховної Ради СРСР від 7 березня 1960 року за отримання високих показників у сільському господарстві і рекордні надої молока Тетяні Олексіївні Семеновій присвоєно звання Героя Соціалістичної Праці з врученням ордена Леніна і медалі «Серп і Молот».
Продовжувала трудитися в колгоспі, показувала високі виробничі результати. У 1970 році пішла на заслужений відпочинок. 
Померла 6 травня 2000 року. Похована в Санкт-Петербурзі. 

## Нагороди
- золота зірка «Серп і Молот» (07.03.1960)
- орден Леніна (07.03.1960)
- інші медалі.